# Porphyrinia mozabitica
Porphyrinia mozabitica är en fjärilsart som beskrevs av Rothschild 1912. Porphyrinia mozabitica ingår i släktet Porphyrinia och familjen nattflyn. Inga underarter finns listade i Catalogue of Life.